# 菲利克斯·瓊斯
菲利克斯·瓊斯（英語：Felix Jones；1987年8月5日—）是一位愛爾蘭橄欖球運動員。他是愛爾蘭國家橄欖球隊的一員，代表愛爾蘭參加了2015年橄欖球六國賽。